# Litli-Hnúkur
Litli-Hnúkur är en bergstopp i republiken Island. Den ligger i regionen Västfjordarna, 210 km norr om huvudstaden Reykjavík. Toppen på Litli-Hnúkur är 304 meter över havet.
Trakten runt Litli-Hnúkur är nära nog obefolkad, med mindre än två invånare per kvadratkilometer. Trakten runt Litli-Hnúkur består i huvudsak av gräsmarker.